# Tournoi de tennis de Sopot
Le tournoi de Sopot (Pologne) est un tournoi de tennis professionnel féminin (WTA Tour) et masculin (ATP World Tour).

## Histoire
L'épreuve féminine a été organisée chaque été de 1998 à 2004 sur terre battue et en extérieur.
En 2021, l'épreuve revient en WTA 250 sous l'appellation de BNP Paribas Poland Open Gdynia. La ville de Gdynia fait partie d’une conurbation qui comprend aussi la ville de Sopot.
Le tournoi masculin a été organisé chaque été de 2001 à 2007 sur terre battue et en extérieur. Il a remplacé l'Open de Saint-Marin, aujourd'hui Challenger Series, et a été remplacé en 2008 par l'Open de Varsovie.
Pour sa première édition, le tournoi a été remporté par l'Espagnol Tommy Robredo, qui a obtenu au passage le premier titre de sa carrière, en étant 52e joueur mondial. Il a battu son compatriote Albert Portas en trois sets. De 2001 à 2004, les joueurs espagnols et sud-américains ont dominé l'Open, jusqu'à un duel européen inédit en 2005, remporté par le Français Gaël Monfils, accrochant au passage le premier titre à son palmarès en simple.
En double, les duos polonais Fyrstenberg / Matkowski et tchèque Čermák / Friedl possèdent chacun 3 titres, soit 6 titres sur 7 à eux quatre.
Chez les messieurs, un tournoi Challenger est organisé en 2011 puis à partir de 2018.

## Palmarès dames

### Simple
| No | Date       | Nom et lieu du tournoi          | Catégorie      | Dotation       | Surface        | Vainqueure        | Finaliste        | Score          |                |
| -- | ---------- | ------------------------------- | -------------- | -------------- | -------------- | ----------------- | ---------------- | -------------- | -------------- |
| 1  | 27-07-1998 | Prokom Polish Open, Sopot       | Tier IV        | 107 500 $      | Terre (ext.)   | Henrieta Nagyová  | Elena Wagner     | 6-3, 5-7, 6-1  | Tableau        |
| 2  | 12-07-1999 | Prokom Polish Open, Sopot       | Tier III       | 180 000 $      | Terre (ext.)   | Conchita Martínez | Karina Habšudová | 6-1, 6-1       | Tableau        |
| 3  | 17-07-2000 | Idea Prokom Open, Sopot         | Tier III       | 170 000 $      | Terre (ext.)   | Anke Huber        | Gala León García | 7-64, 6-3      | Tableau        |
| 4  | 23-07-2001 | Idea Prokom Open, Sopot         | Tier III       | 170 000 $      | Terre (ext.)   | Cristina Torrens  | Gala León García | 6-2, 6-2       | Tableau        |
| 5  | 22-07-2002 | Idea Prokom Open, Sopot         | Tier III       | 300 000 $      | Terre (ext.)   | Dinara Safina     | Henrieta Nagyová | 6-3, 4-0, ab.  | Tableau        |
| 6  | 28-07-2003 | Idea Prokom Open, Sopot         | Tier III       | 300 000 $      | Terre (ext.)   | Anna Smashnova    | Klára Koukalová  | 6-2, 6-0       | Tableau        |
| 7  | 09-08-2004 | Idea Prokom Open, Sopot         | Tier III       | 300 000 $      | Terre (ext.)   | Flavia Pennetta   | Klára Koukalová  | 7-5, 3-6, 6-3  | Tableau        |
|    | 2005-2020  | Pas de tournoi                  | Pas de tournoi | Pas de tournoi | Pas de tournoi | Pas de tournoi    | Pas de tournoi   | Pas de tournoi | Pas de tournoi |
| 8  | 19-07-2021 | BNP Paribas Poland Open, Gdynia | WTA 250        | 235 238 $      | Terre (ext.)   | Maryna Zanevska   | Kristína Kučová  | 6-4, 7-64      | Tableau        |

### Double
| No | Date       | Nom et lieu du tournoi         | Catégorie      | Dotation       | Surface        | Vainqueures                          | Finalistes                             | Score          |                |
| -- | ---------- | ------------------------------ | -------------- | -------------- | -------------- | ------------------------------------ | -------------------------------------- | -------------- | -------------- |
| 1  | 27-07-1998 | Prokom Polish Open Sopot       | Tier IV        | 107 500 $      | Terre (ext.)   | Květa Hrdličková Helena Vildová      | Åsa Svensson Seda Noorlander           | 6-3, 6-2       | Tableau        |
| 2  | 12-07-1999 | Prokom Polish Open Sopot       | Tier III       | 180 000 $      | Terre (ext.)   | Laura Montalvo Paola Suárez          | Gala León García María Antonia Sánchez | 6-4, 6-3       | Tableau        |
| 3  | 17-07-2000 | Idea Prokom Open Sopot         | Tier III       | 170 000 $      | Terre (ext.)   | Virginia Ruano Pascual Paola Suárez  | Åsa Svensson Rita Grande               | 7-5, 6-1       | Tableau        |
| 4  | 23-07-2001 | Idea Prokom Open Sopot         | Tier III       | 170 000 $      | Terre (ext.)   | Joannette Kruger Francesca Schiavone | Yuliya Beygelzimer Anastasia Rodionova | 6-4, 6-0       | Tableau        |
| 5  | 22-07-2002 | Idea Prokom Open Sopot         | Tier III       | 300 000 $      | Terre (ext.)   | Svetlana Kuznetsova Arantxa Sánchez  | Evgenia Kulikovskaya Ekaterina Sysoeva | 6-2, 6-2       | Tableau        |
| 6  | 28-07-2003 | Idea Prokom Open Sopot         | Tier III       | 300 000 $      | Terre (ext.)   | Tatiana Perebiynis Silvija Talaja    | Maret Ani Libuše Průšová               | 6-4, 6-2       | Tableau        |
| 7  | 09-08-2004 | Idea Prokom Open Sopot         | Tier III       | 300 000 $      | Terre (ext.)   | Nuria Llagostera Vives Marta Marrero | Klaudia Jans Alicja Rosolska           | 6-4, 6-3       | Tableau        |
|    | 2005-2020  | Pas de tournoi                 | Pas de tournoi | Pas de tournoi | Pas de tournoi | Pas de tournoi                       | Pas de tournoi                         | Pas de tournoi | Pas de tournoi |
| 8  | 19-07-2021 | BNP Paribas Poland Open Gdynia | WTA 250        | 235 238 $      | Terre (ext.)   | Anna Danilina Lidziya Marozava       | Kateryna Bondarenko Katarzyna Piter    | 6-3, 6-2       | Tableau        |

## Palmarès messieurs

### Simple
| No         | Date       | Nom et lieu du tournoi         | Catégorie   | Dotation     | Surface      | Vainqueur         | Finaliste            | Score           |         |
| ---------- | ---------- | ------------------------------ | ----------- | ------------ | ------------ | ----------------- | -------------------- | --------------- | ------- |
| 1          | 23-07-2001 | Idea Prokom Open, Sopot        | Int' Series | 375 000 $    | Terre (ext.) | Tommy Robredo     | Albert Portas        | 1-6, 7-5, 7-62  | Tableau |
| 2          | 22-07-2002 | Idea Prokom Open, Sopot        | Int' Series | 356 000 $    | Terre (ext.) | José Acasuso      | Franco Squillari     | 2-6, 6-1, 6-3   | Tableau |
| 3          | 28-07-2003 | Idea Prokom Open, Sopot        | Int' Series | 475 000 $    | Terre (ext.) | Guillermo Coria   | David Ferrer         | 7-5, 6-1        | Tableau |
| 4          | 09-08-2004 | Idea Prokom Open, Sopot        | Int' Series | 475 000 $    | Terre (ext.) | Rafael Nadal      | José Acasuso         | 6-3, 6-4        | Tableau |
| 5          | 01-08-2005 | Idea Prokom Open, Sopot        | Int' Series | 475 000 $    | Terre (ext.) | Gaël Monfils      | Florian Mayer        | 7-66, 4-6, 7-5  | Tableau |
| 6          | 31-07-2006 | Orange Prokom Open, Sopot      | Int' Series | 475 000 $    | Terre (ext.) | Nikolay Davydenko | Florian Mayer        | 7-66, 5-7, 6-4  | Tableau |
| 7          | 30-07-2007 | Orange Prokom Open, Sopot      | Int' Series | 475 000 $    | Terre (ext.) | Tommy Robredo     | José Acasuso         | 7-5, 6-0        | Tableau |
| Challenger |            |                                |             |              |              |                   |                      |                 |         |
| 8          | 11-07-2011 | BNP Paribas Polish Open, Sopot | Challenger  | 106 500 € +H | Terre (ext.) | Éric Prodon       | Nikola Ćirić         | 6-1, 6-3        |         |
| 9          | 30-07-2018 | Sopot Open, Sopot              | Challenger  | 64 000 € +H  | Terre (ext.) | Paolo Lorenzi     | Daniel Gimeno-Traver | 7-62, 65-7, 6-3 |         |
| 10         | 29-07-2019 | BNP Paribas Sopot Open, Sopot  | Challenger  | 92 040 €     | Terre (ext.) | Stefano Travaglia | Filip Horanský       | 6-4, 2-6, 6-2   |         |

### Double
| No         | Date       | Nom et lieu du tournoi         | Catégorie   | Dotation     | Surface      | Vainqueurs                           | Finalistes                         | Score            |         |
| ---------- | ---------- | ------------------------------ | ----------- | ------------ | ------------ | ------------------------------------ | ---------------------------------- | ---------------- | ------- |
| 1          | 23-07-2001 | Idea Prokom Open, Sopot        | Int' Series | 375 000 $    | Terre (ext.) | Paul Hanley Nathan Healey            | Irakli Labadze Attila Savolt       | 7-610, 6-2       | Tableau |
| 2          | 22-07-2002 | Idea Prokom Open, Sopot        | Int' Series | 356 000 $    | Terre (ext.) | František Čermák Leoš Friedl         | Jeff Coetzee Nathan Healey         | 7-5, 7-5         | Tableau |
| 3          | 28-07-2003 | Idea Prokom Open, Sopot        | Int' Series | 475 000 $    | Terre (ext.) | Mariusz Fyrstenberg Marcin Matkowski | František Čermák Leoš Friedl       | 6-4, 67-7, 6-3   | Tableau |
| 4          | 09-08-2004 | Idea Prokom Open, Sopot        | Int' Series | 475 000 $    | Terre (ext.) | František Čermák Leoš Friedl         | Martín García Sebastián Prieto     | 2-6, 6-2, 6-3    | Tableau |
| 5          | 01-08-2005 | Idea Prokom Open, Sopot        | Int' Series | 475 000 $    | Terre (ext.) | Mariusz Fyrstenberg Marcin Matkowski | Lucas Arnold Ker Sebastián Prieto  | 7-67, 6-4        | Tableau |
| 6          | 31-07-2006 | Orange Prokom Open, Sopot      | Int' Series | 475 000 $    | Terre (ext.) | František Čermák Leoš Friedl         | Martín García Sebastián Prieto     | 6-3, 7-5         | Tableau |
| 7          | 30-07-2007 | Orange Prokom Open, Sopot      | Int' Series | 475 000 $    | Terre (ext.) | Mariusz Fyrstenberg Marcin Matkowski | Martín García Sebastián Prieto     | 6-1, 6-1         | Tableau |
| Challenger |            |                                |             |              |              |                                      |                                    |                  |         |
| 8          | 11-07-2011 | BNP Paribas Polish Open, Sopot | Challenger  | 106 500 € +H | Terre (ext.) | Mariusz Fyrstenberg Marcin Matkowski | Olivier Charroin Stéphane Robert   | 7-5, 7-64        |         |
| 9          | 30-07-2018 | Sopot Open, Sopot              | Challenger  | 64 000 € +H  | Terre (ext.) | Mateusz Kowalczyk Szymon Walków      | Ruben Gonzales Nathaniel Lammons   | 7-66, 6-3        |         |
| 10         | 29-07-2019 | BNP Paribas Sopot Open, Sopot  | Challenger  | 92 040 €     | Terre (ext.) | Andre Begemann Florin Mergea         | Karol Drzewiecki Mateusz Kowalczyk | 6-1, 3-6, [10-8] |         |